# Peter-Eiche

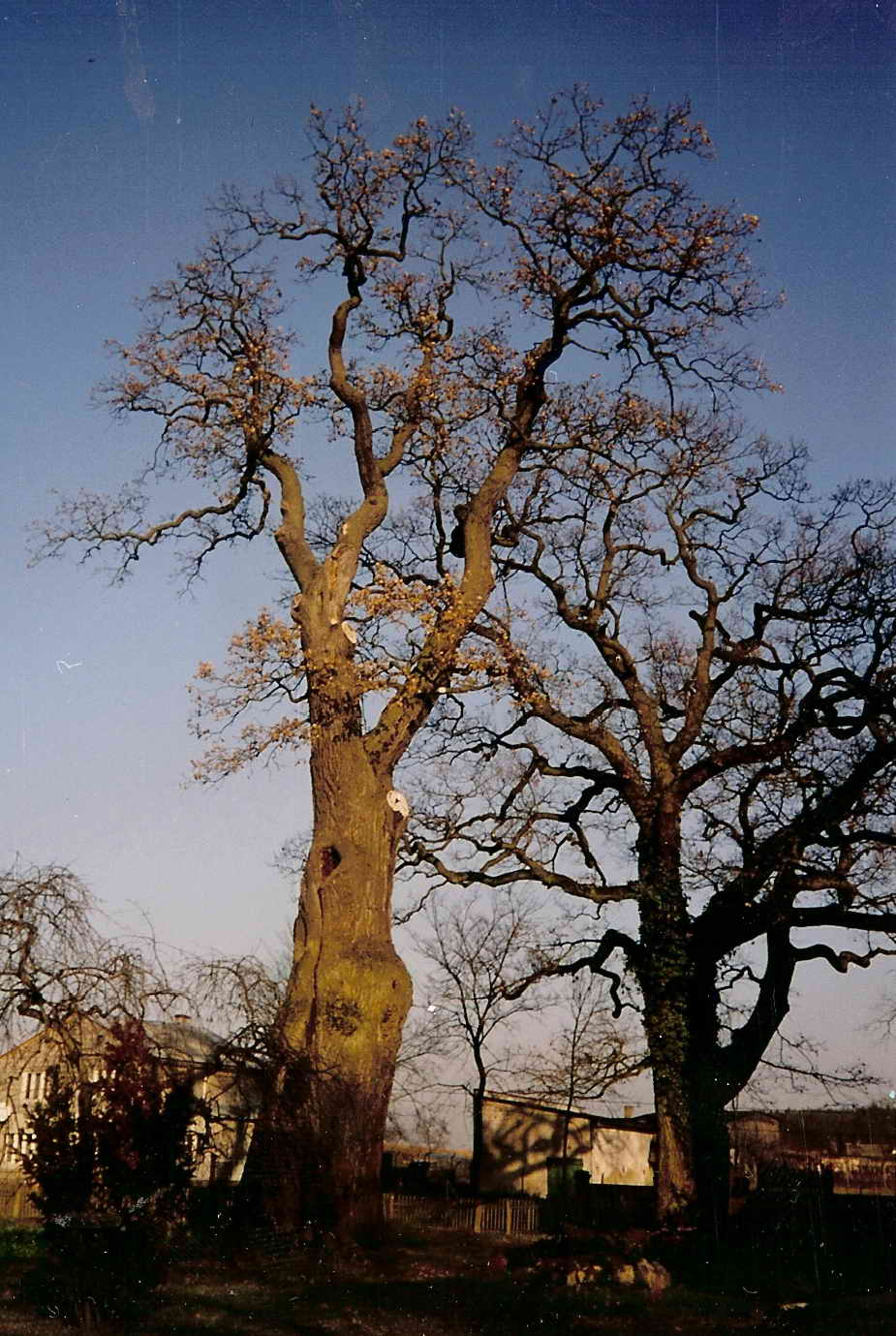
Peter-Eiche

Die Peter-Eiche ist eine 700-jährige Stieleiche.
Die zum Naturdenkmal erklärte Eiche wächst in der Nähe der Kirche Mutter Gottes Rosenkranz in der Ortschaft Toporów in Polen. Der Baum gehört zu den ältesten Eichen des Landes.
Sie ist 23 m hoch, ihr Umfang beträgt 8,61 m, gemessen in einer Höhe von 1,30 m. 
Der Name der Eiche bezieht sich auf eine Legende, nach der der russische Zar Peter der Große während der Reise nach Holland unter diesem Baum frühstückte.

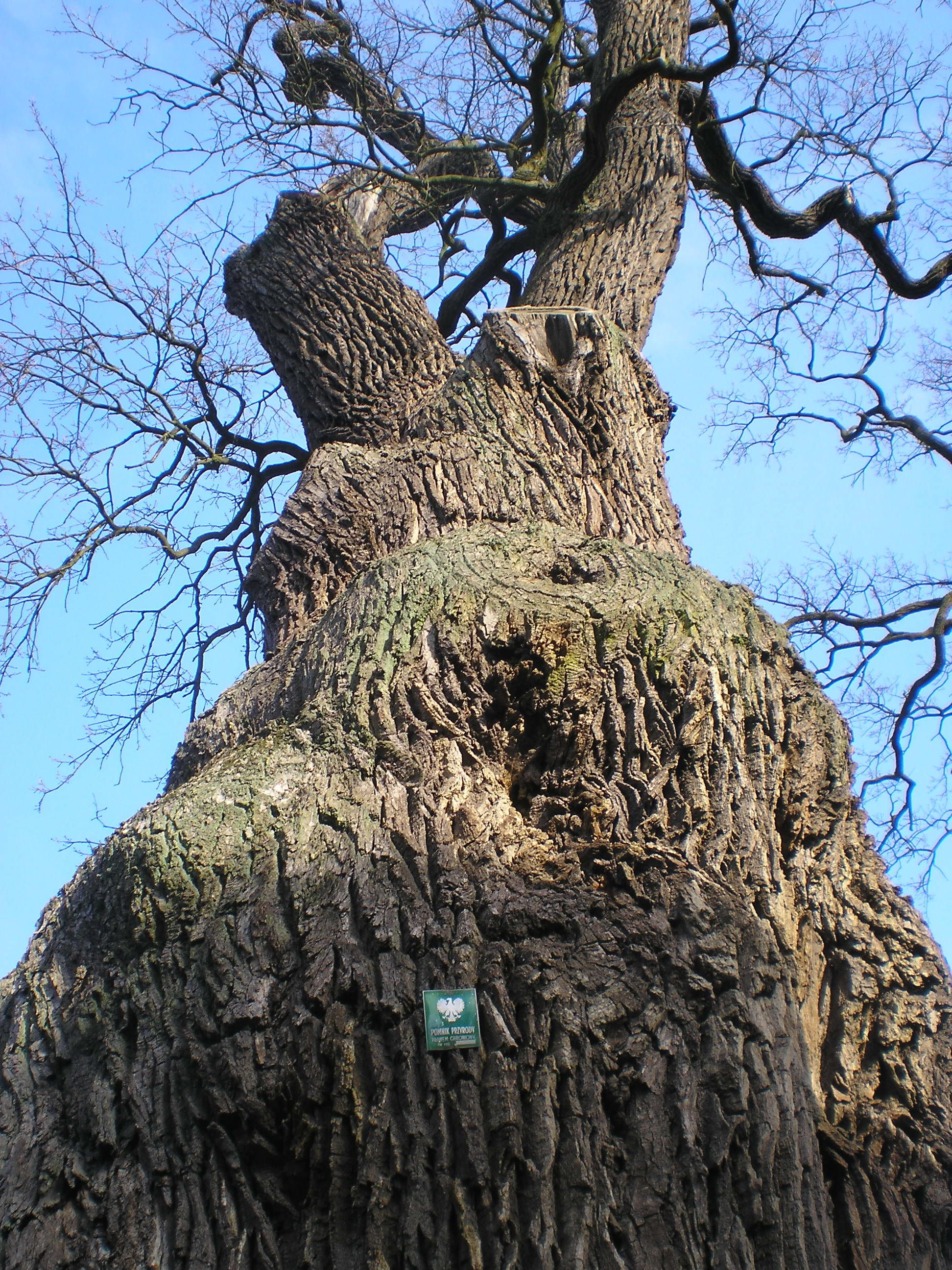
Peter-Eiche
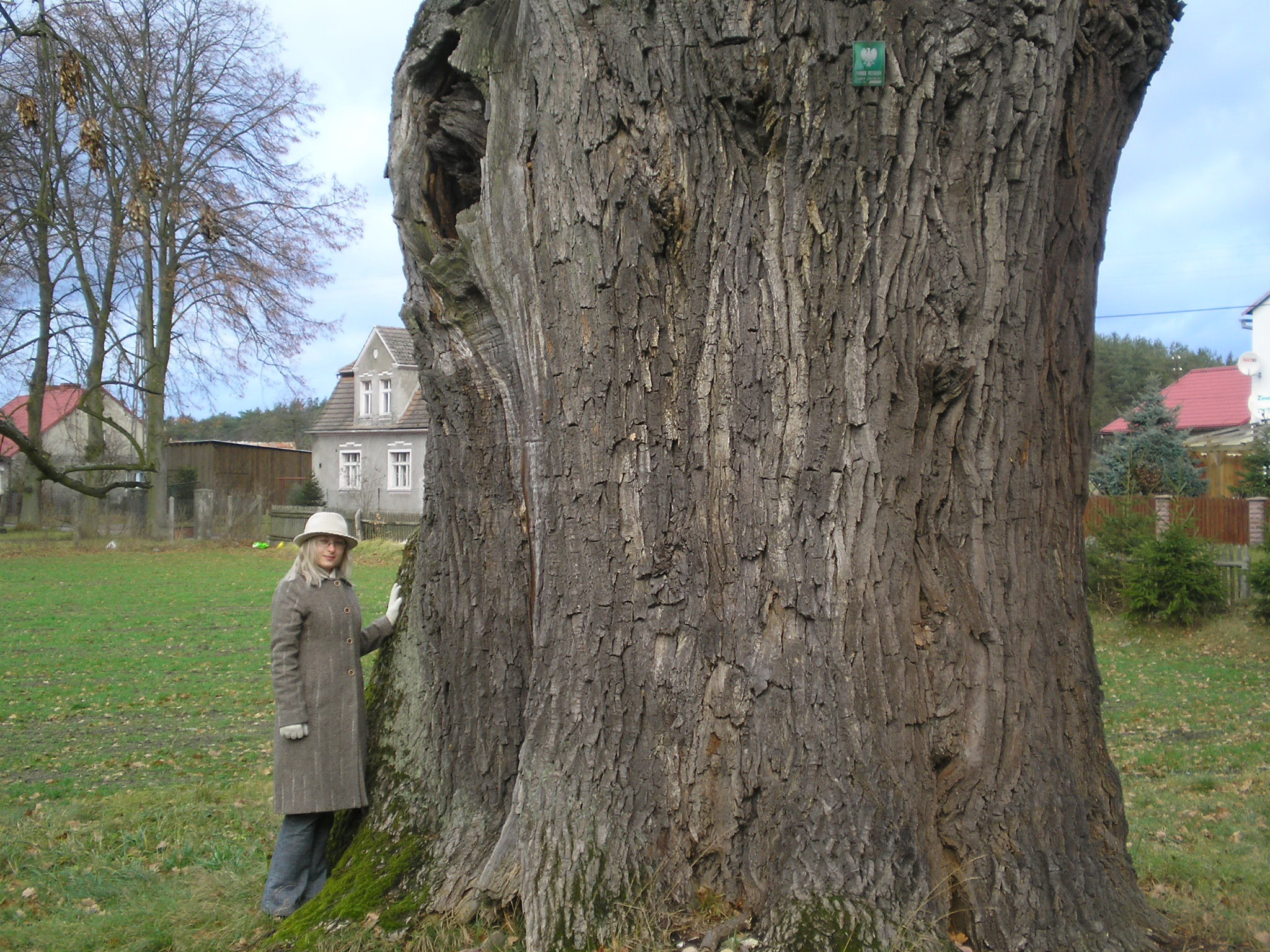
Peter-Eiche
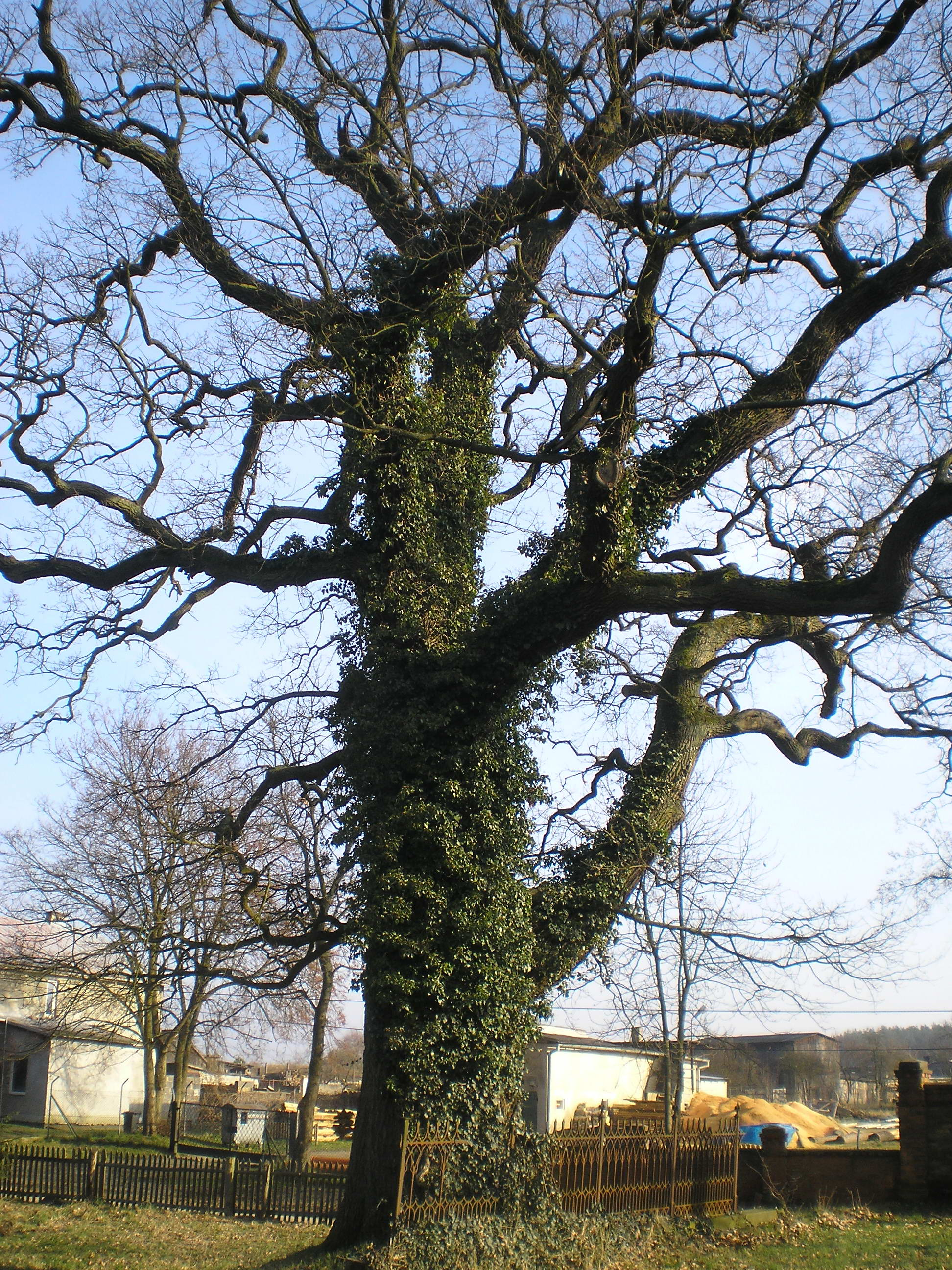
Die zweite Eiche ?
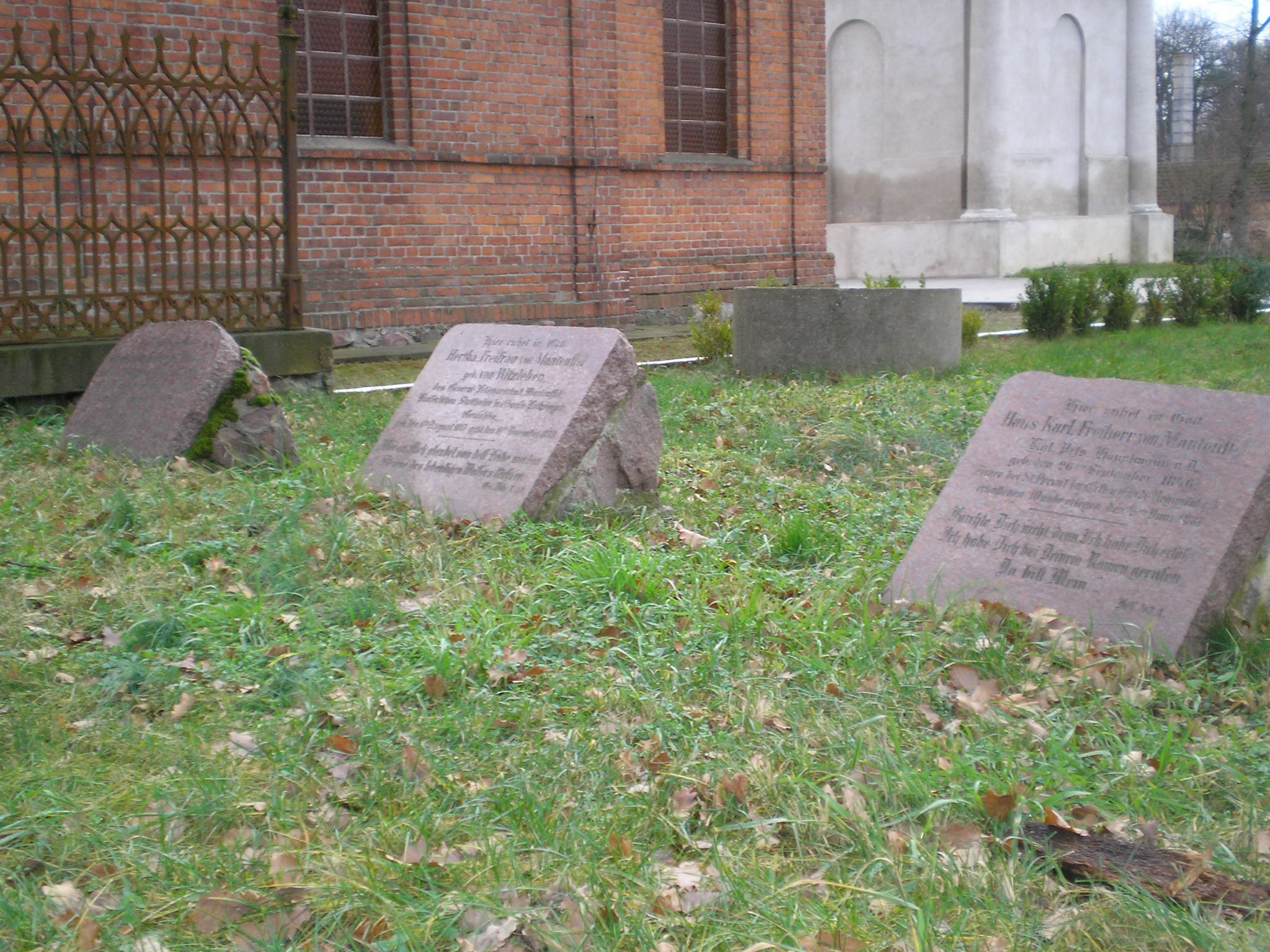

Koordinaten: 52° 15′ 52,8″ N, 15° 15′ 32,6″ O